# Undead (песня)
«Undead» (с англ. — «нежить») — песня американской рэп-рок-группы Hollywood Undead, первый трек и первый сингл с их дебютного альбома Swan Songs, вышедшая синглом 26 августа 2008 года. Композиция является наиболее известной и узнаваемой песней группы. Сингл получил сертификат золотого диска от Американской Ассоциации Звукозаписывающих Компаний.

## Обзор
Песня была написана в 2006 году. Первоначально она называлась «Out the Way» и включала в себя четыре оригинальные строки в третьем куплете, исполняемом J-Dog (Джорелом Деккером). Композиция должна была стать заглавным треком в дебютном альбоме Hollywood Undead, который планировалось выпустить в 2007 году. Однако альбом официально так и не вышел.
Для альбома Swan Songs Hollywood Undead перезаписывали все треки. Сначала «Undead» была перезаписана с Доном Гилмором, продюсером, работавшим с Linkin Park. Но группу не устроил результат, и песня снова была перезаписана с Дэнни Лонером, известным по работе с Nine Inch Nails.
Впервые «Undead» исполняется на публике в начале августа 2008 года на Virgin Mobile Festival. 26 августа песня становится официальным предальбомным синглом. В тот же день издаётся цифровой мини-альбом Undead/No.5 EP, в который помимо «Undead» вошла также композиция «No.5».
Песня заняла 10 позицию в чарте Hot Mainstream Rock Tracks, 11 строчку в Hot Modern Rock Tracks (Alternative Songs) и 4 место в Bubbling Under Hot 100. Промосингл «Undead» был выпущен на 7-дюймовой пластинке, вместе с песней «Circles» на второй стороне.
You better get up out the way
Tomorrow we'll rise, so let's fight today
You know I don't give a fuck what you think or say
'Cause we're gonna rock this whole place anyway
Зимой — весной 2009 года песня использовалась в трейлере к фильму Бросок кобры. Также «Undead» можно встретить в видеоиграх UFC 2009 Undisputed издателя THQ и Madden NFL 09 от EA SPORTS. Осенью 2011 года песня использовалась в трейлере к фильму Конан-варвар.
5 апреля 2009 года песня играла во время боя между Шоном Майклзом и Гробовщиком на Рестлмании XXV. Американский чемпион по боям без правил Джош Нир использовал «Undead» в качестве вступительной песни перед боем UFC 101 8 августа 2009 года. В сезоне 2011—2012 Американской Хоккейной Лиги композиция использовалась в представлении команды Милуоки Эдмиралс.
В большинстве использований песни в массовой культуре звучит вступление и припев, подвергшийся цензуре.

## Исполнение
Because there's nothing in my life except my dick and what I spit
So my dick is in my hand when I respond to faggots talking shit
Speaking of fag, already rapped with the drag
We killed him, then we stuffed his body in the Cadillac
Песня открывается вступлением, в течение которого группа выкрикивает скримом: «UNDEAD». Затем следует припев, исполняемый Deuce (Арон Эрликман). Первый куплет исполняет Johnny 3 Tears (Джордж Рейган), второй куплет — Charlie Scene (Джордан Террелл), третий куплет — J-Dog (Джорел Деккер). После заключительного припева Johnny 3 Tears исполняет ещё 4 строки.
В песне в агрессивной форме повествуется о Hollywood Undead. Эта песня — самая «нецензурная» в репертуаре группы: только слово «fuck» и производные от него произносятся в тексте 25 раз.
Заглавные риффы «Undead» идентичны песне Оззи Осборна «Crazy Train».
В изначальной версии песни под названием «Out the Way» в третьем куплете присутствовали 4 строки, исполняемые J-Dog, которые впоследствии были вырезаны из версии на альбоме Swan Songs. Причиной этого послужила чрезмерная вульгарность и открытая неприязнь к гомосексуалистам в этих строках. Эта версия песни исполняется на живых выступлениях группы.
После ухода Deuce, припев на концертах исполняет новый участник, Даниэль Мурильо (Danny). Deuce в свою очередь сделал кавер-версию песни под названием «9Lives» и исполняет её на выступлениях.

## Видеоклип

Промофото, идентичное кадру из видеоклипа

Видеоклип на песню снимался летом 2008 года в отеле, а также на улицах Лос-Анджелеса. Режиссёром выступил Юнас Окерлунд. По сюжету, участники группы лежат без сознания. Обнажённые девушки пытаются их разбудить, и в итоге завязывается вечеринка. В завершении группа крушит всё, что находится в комнате.
В видеоклипе песня сильно урезана, её длина составляет 3:40. Версия, транслировавшаяся по телевидению сильно отличается от оригинальной: её длина ещё короче — 3:14, а также из неё вырезаны все нецензурные выражения, все сцены с девушками и сцена с разрушением предметов в комнате, при этом вставлены некоторые кадры из второго клипа на песню «No.5» (2008).
В интервью журналу Gauntlet J-Dog рассказал о съёмках клипа:

Съёмка вышла из-под контроля. Мы снимали клип более трёх дней и разломали тонну всякого дерьма. Съёмочная бригада хотела бросить всё, так как они были не в силах с нами управиться… Реквизитом были водяные ружья, надувные куклы и много алкоголя. Мы заявились на площадку в 10 утра и начали пить. Один обливал режиссёра из водяного пистолета. Другой заперся в отеле со стриптизёршей и всем оборудованием. Кто-то кидался стойками для микрофонов… Оригинальный текст (англ.)It was out of control. We filmed over 3 days and broke a ton of shit. The video crew wanted to leave as they couldn't handle us anymore... Some of the props were super soaker guns, blow up dolls and an endless supply of alcohol. We'd show up at 10am and start drinking. One of the guys was shooting the director with the super soaker. Another guy locked himself in a hotel room with one of the strippers with all of the equipment. Someone else was throwing mic stands around...— J-Dog 

## Список композиций
| №  | Название | Автор(ы)                          | Длительность |
| -- | -------- | --------------------------------- | ------------ |
| 1. | «Undead» | Деккер, Эрличман, Рейган, Террелл | 4:25         |

| №  | Название  | Автор(ы)                          | Длительность |
| -- | --------- | --------------------------------- | ------------ |
| 1. | «Undead»  | Деккер, Эрличман, Рейган, Террелл | 4:25         |
| 2. | «Circles» | Эрличман, Рейган                  | 3:25         |

| №  | Название              | Автор(ы)                          | Длительность |
| -- | --------------------- | --------------------------------- | ------------ |
| 1. | «Undead» (Radio Edit) | Деккер, Эрличман, Рейган, Террелл | 3:15         |

| №  | Название                | Автор(ы)                          | Длительность |
| -- | ----------------------- | --------------------------------- | ------------ |
| 1. | «Undead» (Clean Edit)   | Деккер, Эрличман, Рейган, Террелл | 4:25         |
| 2. | «Undead» (Extra Edit)   | Деккер, Эрличман, Рейган, Террелл | 4:34         |
| 3. | «Undead» (Instrumental) |                                   | 4:25         |

## Позиции в чартах
| Название чарта             | Позиция |
| -------------------------- | ------- |
| Alternative Songs          | 12      |
| Hot Mainstream Rock Tracks | 10      |
| Bubbling Under Hot 100     | 4       |
| UK Singles Chart           | 145     |

## Участники записи
Hollywood Undead
- Charlie Scene — вокал, соло-гитара, скриминг
- J-Dog — клавишные, синтезатор, ритм-гитара, вокал, скриминг
- Deuce — вокал, бас-гитара, скриминг
- Da Kurlzz — ударные, перкуссия, скриминг, бэк-вокал
- Funny Man — бэк-вокал
- Johnny 3 Tears — вокал, скриминг

Создатели
- Дон Гилмор — исполнительный продюсер
- Дэнни Лонер — продюсер
- Арон Эрликман — продюсер
- Бен Гросс — сведение